# Tattooed Millionaire
Tattooed Millionaire —en español: Millonario tatuado— es el álbum debut como solista del cantante británico Bruce Dickinson, publicado en 1990.
Inicialmente, la idea de Dickinson era grabar un disco que sonara diferente a Iron Maiden, banda en la que se encontraba en ese momento. El guitarrista que participó en el disco fue el ex-Gillan, Janick Gers (quien después formaría parte de Iron Maiden).
Según algunas versiones, especialmente la encontrada en el libro autobiográfico The Heroin Diaries: A Year in the Life of a Shattered Rock Star, la canción "Tattooed Millionaire" fue escrita por Dickinson acerca del bajista de Mötley Crüe, Nikki Sixx, debido a algunos problemas personales que tuvieron ambos músicos.
"All the Young Dudes" es una versión de la canción de Mott the Hoople compuesta por David Bowie. 

## Lista de canciones
1. "Son of a Gun" – 5:55
2. "Tattooed Millionaire" – 4:28
3. "Born In '58" – 3:40
4. "Hell on Wheels" – 3:39
5. "Gypsy Road" – 4:02
6. "Dive! Dive! Dive!" – 4:41
7. "All the Young Dudes" – 3:50
8. "Lickin' The Gun" – 3:17
9. "Zulu Lulu" – 3:28
10. "No Lies" – 6:17

## Créditos
- Bruce Dickinson – Voz
- Janick Gers – Guitarra
- Andy Carr – Bajo
- Fabio Del Rio – Batería